# 施添福
施添福（英語：Tien-fu Shih，1939年—），臺灣彰化縣人。臺灣歷史地理學者，曾任職於國立台灣師範大學地理學系，後受聘為中央研究院臺灣史研究所所研究員，目前已退休並於中研院臺史所繼續擔任兼任研究員。 專長為臺灣歷史地理學、地理教育等，以「原鄉論」、「國家剝削論」及「地域社會論」聞名。

## 生平
施添福在日治時期時出生於台中州員林郡埔鹽庄廍子（今屬彰化縣埔鹽鄉），家境貧困。三歲時遷移至台中州彰化郡鹿港街草港中（今屬彰化縣鹿港鎮）。後因天災而舉家轉往臺東知本大南溪北岸開墾，即臺東廳臺東郡臺東街的日本移民村旭村（今屬臺東縣臺東市）。 就讀戰後第一屆的小學，初中讀高雄市立二中（前金國中），後考取臺東師範學校，畢業後任教於高雄縣仁武國小八卦寮分校。自忖國語不好，恐誤人子弟，遂投考大學，並錄取國立台灣師範大學史地系（1961）。畢業時被分發至高雄女中當地理老師，退伍後決心出國，並於1973年自美國伊利諾州立大學取得地理學碩士學位。
施添福一開始被認為是典型的地理學者，直到1987年出版了《清代在臺漢人的祖籍分布和原鄉生活方式》一書，開始重視歷史學的研究取徑，他在該書提出了著名的「原鄉論」，對清代來臺移民之分布現象有了有別於當時「先來後到說」的另一種解釋。他在1988年至1998年間，以竹塹地區、岸裡地區及蘭陽平原為案例進行研究，重建當時漢人移民取得土地和建立社會的過程（漢社會），也發現在清代國家對「熟番」社會，進行「重稅」、「重役」的雙重剝削下，土地流失與族人離散的過程（番社會）。此一研究，學界或稱之為「國家剝削論」。 1998年之後，受森正夫教授對於明清江南研究的啟發，認為「地域社會」的詮釋或許可以體現區域的獨特性，並可用來作為探討地方感與地方認同的理論基礎，一系列的研究被稱為「地域社會論」。 上述「原鄉論」、「國家剝削論」和「地域社會論」被學界歸納為施添福所提出較具代表性的幾個概念。
1994年起，他主持「臺灣地名普查研究計劃」，主編23卷的「臺灣地名辭書」。2001年，施添福受聘為中研院臺史所研究員，直至2009年退休。現為彰化師範大學歷史研究所講座教授及中央研究院臺史所兼任研究員。

## 著作

### 專書
以下為施添福之個人專書著作：
- 1982，《臺灣人口移動和雙元性服務部門》。臺北市：國立臺灣師範大學地理學系。
- 1983，《我國中學的地理教育：反省與展望》。臺北市：國立臺灣師範大學地理學系。
- 1986，《地理教學：一個整合的模式》。臺北市：國立臺灣師範大學地理學系。
- 1987，《清代在臺漢人的祖籍分布和原鄉生活方式》。臺北市：國立臺灣師範大學地理學系。
- 1989，《中學地理教學：理論與實際》。臺北市：國立臺灣師範大學中等教育輔導委員會。
- 1996，《蘭陽平原的傳統聚落──理論架構與基本資料（上、下冊）》。宜蘭縣：宜蘭縣立文化中心。
- 2001，《清代臺灣的地域社會：竹塹地區的歷史地理研究》。新竹縣：新竹縣文化局。
- 2001，《臺東縣史：大事篇（上）》。臺東縣：臺東縣政府。

### 編纂教材
以下為施添福參與或主持編纂、著作之教材：
- 1986，《高級中學經濟地理（上、下冊）》（與陳國章合著）。臺北市：國立編譯館。
- 1986，《高級中學經濟地理教師手冊（上、下冊）》（與陳國章合著）。臺北市：國立編譯館。
- 1999-2000，《高中地理（1、2）》（擔任總編）。臺北市：龍騰文化事業股份有限公司。
- 2000-2001，《世界文化地理（上下）》（擔任總編）。臺北市：龍騰文化事業股份有限公司。
- 2001-2002，《高中地理（3、4）》（擔任總編）。臺北市：龍騰文化事業股份有限公司。
- 2002-2005，《國小社會》（擔任總編）。臺北市：康軒文教事業股份有限公司。
- 2002-2005，《國中社會》（擔任總編）。臺北市：康軒文教事業股份有限公司。

### 編纂地方志
以下為施添福參與或主持編纂、著作的地方志：
- 1997，《高雄縣聚落發展史》（擔任編纂，吳進喜、李明賢、許淑娟撰述）
- 1999，《臺東縣史：地理篇》（擔任總編纂）。臺東縣：臺東縣政府。
- 2000，《鹿港鎮志：地理篇》（與陳國川、林會承合著）。彰化縣：鹿港鎮公所。
- 2000，《臺東縣史：漢族篇》（擔任總編纂）。臺東縣：臺東縣政府。
- 2000，《臺東縣史：觀光篇》（擔任總編纂）。臺東縣：臺東縣政府。
- 2001，《臺東縣史：人物篇》（擔任總編纂）。臺東縣：臺東縣政府。
- 2001，《臺東縣史：大事篇》（擔任總編纂）。臺東縣：臺東縣政府。
- 2001，《臺東縣史：文教篇》（擔任總編纂）。臺東縣：臺東縣政府。
- 2001，《臺東縣史：史前篇》（擔任總編纂）。臺東縣：臺東縣政府。
- 2001，《臺東縣史：布農族篇》（擔任總編纂）。臺東縣：臺東縣政府。
- 2001，《臺東縣史：卑南族篇》（擔任總編纂）。臺東縣：臺東縣政府。
- 2001，《臺東縣史：阿美族篇》（擔任總編纂）。臺東縣：臺東縣政府。
- 2001，《臺東縣史：政事篇》（擔任總編纂）。臺東縣：臺東縣政府。
- 2001，《臺東縣史：排灣族與魯凱族篇》（擔任總編纂）。臺東縣：臺東縣政府。
- 2001，《臺東縣史：開拓篇》（擔任總編纂）。臺東縣：臺東縣政府。
- 2001，《臺東縣史：雅美族篇》（擔任總編纂）。臺東縣：臺東縣政府。
- 2001-2002，《關山鎮志》（與吳文星同擔任總編纂）。臺東縣：關山鎮公所。

### 編纂地名辭書
以下為國史館臺灣文獻館（原臺灣省文獻委員會）委託國立臺灣師範大學地理學系辦理臺灣地名普查研究計畫，並由施添福主持總編纂之各縣市地名辭書：
- 1996，《臺灣地名辭書．卷二十：嘉義市》（擔任總編纂，吳連賞編纂，吳育臻撰述）。南投縣：臺灣省文獻委員會。
- 1996，《臺灣地名辭書．卷十七：基隆市》（擔任總編纂，翁佳音編纂，廖秋娥等撰述）。南投縣：臺灣省文獻委員會。
- 1996，《臺灣地名辭書．卷十八：新竹市》（擔任總編纂，王世慶編纂，陳國川撰述）。南投縣：臺灣省文獻委員會。
- 1999，《臺灣地名辭書．卷二十一：臺南市》（擔任總編纂，王世慶編纂，許淑娟撰述）。南投縣：臺灣省文獻委員會。
- 1999，《臺灣地名辭書．卷三：臺東縣》（擔任總編纂，王世慶編纂，夏黎明等撰述）。南投縣：臺灣省文獻委員會。
- 2000，《臺灣地名辭書．卷一：宜蘭縣》（擔任總編纂，翁佳音編纂，黃雯娟撰述）。南投縣：臺灣省文獻委員會。
- 2000，《臺灣地名辭書．卷五：高雄縣》（擔任總編纂，施添福編纂，吳進喜等撰述）。南投縣：臺灣省文獻委員會。
- 2001，《臺灣地名辭書．卷十：南投縣》（擔任總編纂，陳國川編纂，羅美娥撰述）。南投縣：臺灣省文獻委員會。
- 2001，《臺灣地名辭書．卷四：屏東縣》（擔任總編纂，吳連賞編纂，黃瓊慧等撰述）。南投縣：臺灣省文獻委員會。
- 2002，《臺灣地名辭書．卷七：臺南縣》（擔任總編纂，陳國川編纂，林聖欽等撰述）。南投縣：國史館臺灣文獻館。
- 2002，《臺灣地名辭書．卷九：雲林縣》（擔任總編纂，吳連賞編纂，陳國川等撰述）。南投縣：國史館臺灣文獻館。
- 2002，《臺灣地名辭書．卷六：澎湖縣》（擔任總編纂，吳連賞編纂，郭金龍等撰述）。南投縣：國史館臺灣文獻館。
- 2004，《臺灣地名辭書．卷十一：彰化縣（上）、（下）》（擔任總編纂，陳國川、翁國盈編纂，葉爾建等撰述）。南投縣：國史館臺灣文獻館。
- 2005，《臺灣地名辭書．卷二：花蓮縣》（擔任總編纂，陳國川、翁國盈編纂，潘文富等撰述）。南投縣：國史館臺灣文獻館。
- 2006，《臺灣地名辭書．卷十二：臺中縣（一）》（擔任總編纂，陳國川、翁國盈編纂，張伯鋒等撰述）。南投縣：國史館臺灣文獻館。
- 2006，《臺灣地名辭書．卷十三：苗栗縣（上）、（下）》（擔任總編纂，陳國川、翁國盈編纂，林聖欽等撰述）。南投縣：國史館臺灣文獻館。
- 2007，《臺灣地名辭書．卷十二：臺中縣（二）》（擔任總編纂，陳國川、翁國盈編纂，張伯鋒等撰述）。南投縣：國史館臺灣文獻館。
- 2008，《臺灣地名辭書．卷八：嘉義縣（上）、（下）》（擔任總編纂，陳國川編纂，陳美鈴撰述）。南投縣：國史館臺灣文獻館。
- 2008，《臺灣地名辭書．卷五：高雄縣第二冊（上）、（下）》，（擔任總編纂，施添福編纂，吳進喜等撰述）。南投縣：國史館臺灣文獻館。
- 2009，《臺灣地名辭書．卷十五：桃園縣（上）》（擔任總編纂，陳國川編纂，施崇武等撰述）。南投縣：國史館臺灣文獻館。
- 2010，《臺灣地名辭書．卷十五：桃園縣（下）》（擔任總編纂，陳國川編纂，施崇武等撰述）。南投縣：國史館臺灣文獻館。
- 2010，《臺灣地名辭書．卷十四：新竹縣》（擔任總編纂，陳國川編纂，劉明怡等撰述）。南投縣：國史館臺灣文獻館。
- 2013，《臺灣地名辭書．卷十六：臺北縣（上）、（下）》（擔任總編纂，陳國川編纂，林聖欽等撰述）。南投縣：國史館臺灣文獻館。
- 2014，《臺灣地名辭書．卷二十四：金門縣》（擔任總編纂，陳國川編纂，高銘澤撰述）。南投縣：國史館臺灣文獻館。
- 2014，《臺灣地名辭書．卷二十五：連江縣》（擔任總編纂，陳國川編纂，楊雅心等撰述）。南投縣：國史館臺灣文獻館。
- 2018，《臺灣地名辭書．卷二十二：臺北市（上）、（下）》（擔任總編纂，陳國川、林聖欽編纂，林聖欽等撰述）。南投縣：國史館臺灣文獻館。